# Zona Inmobiliaria
Zona Inmobliaria fue un programa de televisión perteneciente al diario Publimetro de Chile. Fue conducido por los periodistas Jorge Díaz Saenger (2009-2018) y Bárbara Aguirre (2019) y el arquitecto Marcial del Río (2019). Ha pasado por todas las televisoras abiertas del país, a excepción de Televisión Nacional de Chile y Chilevisión, canal este último que emitía su competencia directa llamada Pabellón de la Construcción TV.

## Proyectos inmobiliarios en Santiago y regiones aparecidos en TV
- Inmobilia
- Urbaniza Inmobiliaria.
- Maestra Inmobiliaria
- Almagro
- Penta Inmobiliaria
- Simonetti

## Secciones inmobiliarias
- Parque Cousiño (2014-2019)

## Música de Zona Inmobiliaria
Separador
- Blue Monday de New Order (marzo-abril de 2014)